# Radio OP
A Radio MORA Burgenland egyetlen helyi, és egyetlen közösségi rádiója. A rádió Felsőpulya (németül Oberpullendorf) város mellől sugároz, a Telekom Austria egyik adótornyáról, az FM 98,8 MHz-es ultrarövidhullámú frekvencián. A vételkörzet lefedi a Felsőpulyai járás nagy részét is, de a határon is átnyúl, fogható többek között Bükön,  Kópházán, Sopron egyes területein, Nagycenken,  Harkán, Ólmodon.

## Történet
A rádió története 1994-ben kezdődött, ekkor alakult meg a MORA (Mehrsprachiges Offenes RAdio) Egyesület, mely üzemelteti a rádiót. A projekthez kapcsolódóan először 1999-ben szólalt meg egy másik vállalkozással közösen Antenne 4 néven. 2001-ben a többségi tulajdonos eladta a közös céget, a MORA Egyesület pedig frekvencia nélkül maradt. Iskolai együttműködéssel 2003-tól a Felsőpulyai Gimnázium iskolarádióját üzemeltették, lehetőséget teremtve a diákoknak a rádiózás fortélyainak elsajátítására. 2007-ben a MORA és a gimnázium közreműködésében megalakult a Radio Gymnasium egyesület, melynek célja a vélemények sokszínűségének terjesztése és a regionális kommunikáció elősegítése volt Burgenland tartomány nemzeti nyelvein, illetve egy többnyelvű rádió elindítása a Felsőpulyai Gimnázium diákságának bevonásával. 2009-ben úgynevezett oktatási licenccel elindult a Radio OP, Burgenland első 24 órás szabad és oktatási rádiója. Az évek során a rádió ismert lett és a térségben egy fontos médiummá vált. 2019-ben felmerült az igény, hogy a korábban évente megújítandó oktatási licencet egy 10 éves "teljes licencre" cserélnék. A benyújtott kérelem elbírálása pozitív eredménnyel zárult: az Osztrák Kommunikációs Hatóság 2021. augusztus 25. döntése értelmében a Mehrsprachiges Offenes Radio MORA Egyesület megkapta a műsorszolgáltatási jogosultságot Felsőpulyai és környéke vételkörzettel. 2022-ben együttműködés kezdődött a burgenlandi roma népcsoporttal, a Roma-Service Egyesülettel, így már 4 nyelven szólalnak meg a rádió műsorai. 2023 tavaszától pedig a Radio OP immáron Radio MORA néven sugározza műsorát Közép-Burgenlandban, céljuk pedig az, hogy újabb frekvenciák révén a teljes Felsőpulyai járást lefedjék, illetve Dél-Burgenlandban, különösképp Felsőőr környékén is megszólaljanak. 

## Kiszolgálás
A rádió létezésének fő célja, hogy valódi helyi, közösségi rádióként két- és  háromnyelvű műsorvezetéssel elősegítse a Burgenlandban élők kommunikációját, teret adjon az őshonos népcsoportoknak, így a burgenlandi magyaroknak, a burgenlandi horvátoknak és a burgenlandi romáknak, lehetőséget biztosítson a felsőpulyai Liszt Ferenc Gimnázium tanulóinak a rádiózás elsajátítására, illetve hogy teret adjon a vélemények sokszínűségének, lehetőséget biztosítson bárkinek saját rádióműsora elkészítésére.

## Műsorok
A Radio MORA műsortára igen sokszínű. Iskolaidőszaktól függően eltérő a műsorrend nyáron és az év többi részében, valamit folyamatosan kerülnek ki újabb és újabb műsorok, műsorvezetők.
Az iskolarádiós tevékenység kiszolgálására este 18:00 óráig van lehetőség, utána a szabad rádiós műsorok kapnak teret: 
- Daráló Radio Show
- FlyWave's World
- Vortragsreihe
- Délibáb
- Tamburadio
- Dr. Altshaimers schräger Musiksalon
- Absolute Rock - The Classic Rock Hour
- Hrvatska ura
- Musikstammtisch
- Sciencetology